# Willughbeia cirrhifera
Willughbeia cirrhifera là một loài thực vật thuộc họ Apocynaceae. Đây là loài đặc hữu của Sri Lanka.